# Jean-Baptiste Falcon
Jean- Baptiste Falcon és l'inventor d'un sistema de targetes de perforació per al control de màquines tèxtils, que va ser assumit pels telers Jacquard. Va perfeccionar el sistema amb cintes perforades, introduït l'any 1925 per Basile Bouchon, del qual ell era ajudant. La contribució consistia a utilitzar cartons, en lloc de paper, interconnectats i formant una cadena. També va ampliar el nombre de fils que es podien processar mitjançant la màquina, el 1728.
Basile Bouchon va crear el teler semiautomàtic, que permetia fer més eficient i ràpid el procés de creació tèxtil. En la màquina original de Bouchon una sèrie de fils es passaven a les agulles horitzontals que es col·locaven en un dispositiu anomenat portaobjectes. A mesura que el tèxtil avançava, les agulles  situades a un costat indicaven quines s'havien de desplaçar cap avall al teixit, creant així una puntada a la cinta de paper. Això va permetre que moltes  agulles poguessin funcionar alhora, i que cada vegada s'apliqués el mateix punt a un tèxtil.

## Contribucions
La contribució de Falcon va consistir a fer que el portaobjectes pogués contenir un nombre més gran de fils alhora. Això va fer que el nombre de forats que pogués produir el portaobjectes augmentés també i l'eficiència del treball augmentés.
Hi havia un obstacle en aquesta idea que era la pèrdua de treballadors. Però la innovació també requeria que dos treballadors gestionessin la màquina. Com que el teixit s'havia de subministrar d'una manera determinada i controlar-lo per assegurar-se que la màquina no tenia cap problema, va augmentar el nombre d'empleats que operaven. No obstant això, amb l'augment de les cordes es va perdre l'eficiència. Aquí és on el treball de Falcon va ser tan important perquè va aconseguir que el nombre d'agulles que treballaven augmentés mentre la màquina encara funcionava com devia. Aquesta novetat també va permetre treballar patrons i materials molt més grans alhora. Com que van poder ampliar el nombre d'agulles, també van poder ampliar la zona que es podia treballar. Això va fer que es poguessin cosir peces molt més grans perquè les agulles addicionals ampliaven la zona de treball.
Aquesta no va ser l'única innovació que va afegir Jean Baptiste Falcon al teler creat pel seu mentor. Inicialment el teler era constituït per una cinta de paper perforada que va aconseguir que els teixits es poguessin fer més ràpids i amb major uniformitat, però tenia un inconvenient, que era la tendència a trencar-se amb un ús continuïtat. Per això Falcon va crear una targeta rectangular de cartó. Aquestes targetes duraven molt més, no es trencaven, és a dir, hi havia menys problemes. El teler podia funcionar durant períodes més llargs de temps sense haver de substituir el paper trencat. L'altre avantatge era que les targetes es podien connectar juntes en un bucle. Això va fer que la màquina pogués funcionar contínuament sempre que els operadors subministressin tèxtil.
Les seves innovacions i millores al teler foren força significatives. No només va millorar el concepte general de la màquina, sinó que la va fer molt més eficient, i va preparar els escenaris per a posteriors millores encara més importants. La targeta de lector va ser una de les més importants d'aquestes millores perquè va tenir un paper important en el desenvolupament del teler totalment automatitzat, així com amb altres dispositius i processos que després utilitzarien targetes perforades per fer tasques.